# كناندة
كناندة قرية جزائرية تقع في بلدية سيدي لزرق بدائرة منداس ولاية غليزان